# Xeque (xadrez)
Xeque (do árabe sheikh, com origem no persa shāh, significando rei ou soberano), no enxadrismo, é um termo que indica uma ameaça imediata de captura ao Rei adversário. Quando não há nenhum lance capaz de fazer com que o rei saia da posição de xeque, temos a situação final de xeque-mate para um dos oponentes.